# Bohemund IV.
Bohemund IV. Jednooki (engleski Bohemond the One-Eyed, francuski Bohemond le Borgne) (1175. – 1233.), grof Tripolija (1187. – 1233.) i knez Antiohije (1201. – 1216., 1219. – 1233.). Mlađi sin Bohemunda III. i Orguilleuse, postao je grof Tripolija 1187. Naslijedio je oca u kneževini Antiohiji, 1201., isključujući iz nasljedstva svog nećaka Raymonda Rubena. Godine 1216. Raymond je postao knezom, dok je Bohemund bio na putu u Tripoliju, ali je svrgnut 1219. i umro je sljedeće godine. Bohemund je vladao u Antiohiji i Tripoliju do svoje smrti. Naslijedio ga je sin Bohemund V.